# Ozyptila praticola
Ozyptila praticola (лат.) — вид пауков семейства Пауки-бокоходы (Thomisidae). Встречается в Северном полушарии: Европа, Азия, Северная Америка. Длина тела самцов от 2,5 до 3 мм, самки от 3 до 5,3 мм. Основная окраска коричневая со светлыми и тёмными отметинами (ноги и опистосома коричневые с чёрными пятнами).
Голени первой пары ног вентрально с двумя парами шипов; волоски заострённые или булавовидные. Педипальпы самцов с тегулярным апофизом, эпигинум с чехлом. Первые две пары ног развёрнуты передними поверхностями вверх, заметно длиннее ног третьей и четвёртой пар. Паутину не плетут, жертву ловят своими видоизменёнными передними ногами.